# Sörstafors Pappersbruks AB
Sörstafors Pappersbruks AB, è un'ex industria forestale con mulino per la macinazione del legno, fabbrica di solfiti, cartiera e fabbrica di lavorazione della carta a Sörstafors nel Västmanland. Le operazioni iniziarono nel 1869 e terminarono nel 1966.Cartiera Sörstafors. a Kolbäcksån.
Un mulino per la lavorazione del legno fu costruito nel 1869-71 a Kolbäcksån sotto il nome di Sörstafors Trämassefabriks AB.
Nel 1875 fu aggiunta una cartiera. La carta era inizialmente composta da grumi, paglia e polpa macinata. Nel 1905, tuttavia, fu costruita una fabbrica di solfiti con un fornello da 71,3 kbm. La cartiera produceva carta da imballaggio, carta da frutto e carta igienica.
Nei primi anni 1950, c'erano circa 200 lavoratori al mulino. La produzione di pasta di macinazione cessò nel 1958. Nel 1961 l'azienda fu acquistata dal Gruppo billerud. La cartiera fu chiusa un anno dopo, mentre la fabbrica di solfiti rimase fino al 1966.